# Pierre Lamalattie
Pierre Lamalattie, né en 1956, est un peintre, romancier et critique d’art. Il vit et travaille à Paris.

## Biographie

### Jeunesse et formation
Pierre Lamalattie naît à Paris dans une famille d’origine limousine. Bien qu’initié à la peinture par sa grand-mère, Marguerite Juille, et l'artiste Léo Lotz, il opte pour la voie scientifique. En 1975, il entre à l’Institut national agronomique Paris-Grignon (« l'Agro ») comme major de promotion, avec Michel Houellebecq qu'il connaît depuis les classes préparatoires.
Il commence à peindre régulièrement et participe avec quelques amis à l’éphémère revue de l'Agro, Karamazov, en 1977. En 1980, il obtient le diplôme d’ingénieur-agronome avec deux spécialités : économie politique et écologie.
Après une année d’enseignement en Algérie, il entame une carrière d’ingénieur, principalement au ministère de l’Agriculture où il est responsable d'une revue économique d'analyse conjoncturelle. Il devient ensuite médiateur dans le domaine des restructurations industrielles puis contribue à l’enseignement de la gestion des ressources humaines et des questions sociales à l'Institut national agronomique et à l’École des mines de Paris.

### Peinture et écriture
À partir de 1995, il cesse progressivement son activité d'ingénieur pour se consacrer à la peinture. Il commence à exposer régulièrement dès 1996. Son œuvre porte sur la vie quotidienne des hommes et des femmes d’aujourd’hui, la sexualité, le couple et la vie au travail. Son style est figuratif.
C’est son expérience professionnelle qui inspire son travail ; il s’intéresse en particulier à l’univers des cadres et aux discours managériaux. Inspiré par son expérience dans les ressources humaines, il entame une série intitulée « Curriculum vitae » en 2008, mêlant peintures et inscriptions qui pointent des singularités ou résument des vies en quelques mots.
En 2011, il écrit un premier roman, 121 curriculum vitæ pour un tombeau, suivi deux ans plus tard de Précipitation en milieu acide. Son œuvre littéraire poursuit ses réflexions sur l’aliénation dans le monde du travail.
Pierre Lamalattie contribue régulièrement à des revues et magazines (Artension, Causeur, Écritique, etc.). Ses principaux thèmes d'intervention sont une relecture de certaines périodes de l'art, la critique de l'art moderne et contemporain et le soutien à la nouvelle figuration internationale.

## Expositions (sélection)

### Expositions personnelles
- 1996 : galerie Sylvie Guimiot, Paris
- 1997 : galerie Elian Lizart, Bruxelles
- 1999 : galerie de Passy, Paris
- 2000 : galerie Jamault, La Flotte en Ré
- 2003 : Centre culturel Saint-Honoré, Paris
- 2004 : Siège de la Société générale, Paris
- 2006 : galerie Serpentine, Paris
- 2007 : galerie Jamault, Paris
- 2007 : Galerie Art actuel, Paris
- 2008 : Socles et cimaises, Nancy
- 2009 : Chapelle Saint-Libéral, Brive
- 2011 : « Peindre des vies toute entières », galerie Alain Blondel, Paris
- 2014 : galerie Alain Blondel, Paris

### Expositions collectives
- 1997, 1998 : Salon de mai, Paris
- 2005, 2008 et 2009 : Art du Nu, Paris
- 2007, 2008 et 2009 : MAC 2000, Paris
- 2009 : Artscènes / Galerie FHM, Boulogne
- 2010 : Copart, Révigny-sur-Ornain
- 2016 : « Still life – Style of life », Jean-Marie Oger, Paris

## Publications
- 121 curriculum vitæ pour un tombeau, L’éditeur, Paris, 2011  (ISBN 978-2362010521)[2] Récompensé au festival du premier roman de Laval[8], 121 curriculum vitae pour un tombeau est une prolongation littéraire de ses peintures figuratives présentées à l’exposition de la galerie Alain Blondel. Lamalattie fait un parallèle entre littérature, art pictural et musique classique avec des portraits littéraires et picturaux[9], appliquant la phrase de Paul Klee : « L’art ne reproduit pas le visible, il rend visible[10]. »
- Précipitation en milieu acide, L’éditeur, Paris, 2013  (ISBN 978-2362010767)[11]
- L'Art des interstices : roman, Paris, L’éditeur, 2017, 544 p. (ISBN 978-2-36201-110-8)